# Aartsbisdom Syracuse
Het aartsbisdom Syracuse (Latijn: Archidioecesis Syracusanus; Italiaans: Arcidiocesi di Siracusa) is een metropolitaan aartsbisdom van de Rooms-Katholieke Kerk op het  Italiaanse eiland Sicilië. De zetel van het aartsbisdom is in Syracuse. De aartsbisschop van Syracuse is metropoliet van de kerkprovincie Syracuse waartoe ook de volgende suffragane bisdommen behoren:
- Bisdom Noto
- Bisdom Ragusa

## Geschiedenis
Volgens de traditie was Marcianus van Syracuse in de 1e eeuw de eerste bisschop; deze man uit Antiochië zou het christendom op Sicilië geïntroduceerd hebben. Hij is de patroonheilige van het aartsbisdom Syracuse.
Het bisdom ontstond later in de 2e eeuw na Christus. In de Byzantijnse tijd was Syracuse al een aartsbisdom. Het ging echter tijdens de Aghlabidische overheersing ten onder.
Na de verovering van Sicilië door de Normandiërs werd door paus Urbanus II op initiatief van koning Rogier I van Sicilië het Latijnse bisdom Syracuse opgericht. In 1188 werd het suffragaan aan het aartsbisdom Monreale.
In de 19e eeuw werden delen van het bisdom afgestaan voor de vorming van bisdommen Caltagirone, Piazza Armerina en Noto. Op 18 mei 1844 verhief paus Gregorius XVI Syracuse tot metropolitaan aartsbisdom. Caltagirone, Piazza Armerina en Noto werden suffragaan aan Syracuse. In 1955 kwam het in 1950 opgerichte bisdom Ragusa daar nog bij.
Bij de herinrichting van de kerkprovincies door paus Johannes Paulus II in 2000 werd door de apostolische constitutie Ad maiori consulendum het bisdom Caltagirone onderdeel van de kerkprovincie Catania en Piazza Armerina kwam in de kerkprovincie Agrigento te liggen.

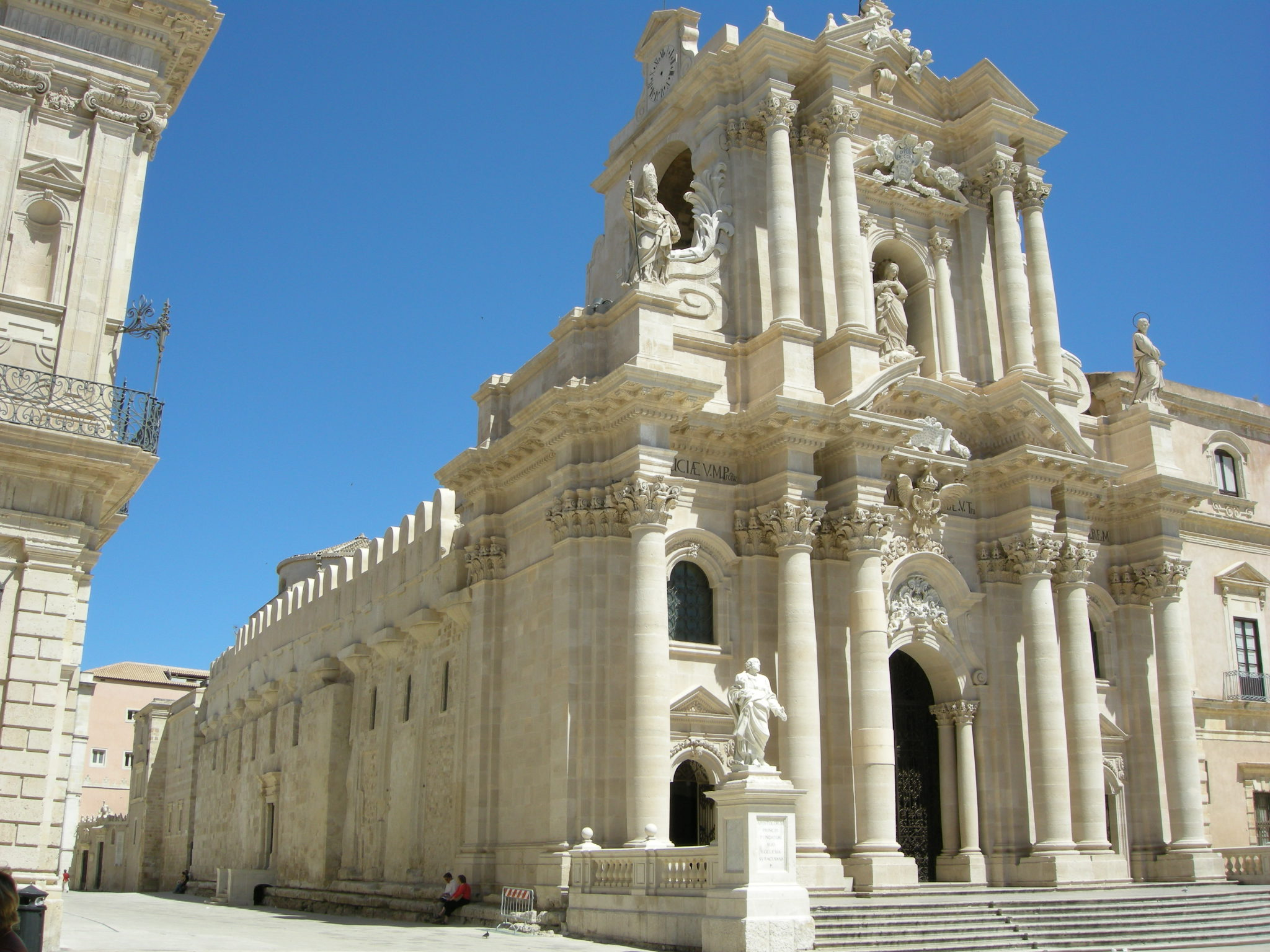
Kathedraal van Syracuse